# تحریم‌ها علیه ایران
تحریم‌ها علیه ایران مجموعه اقداماتی ‌است که از سوی جامعهٔ جهانی با هدف مجازات نظام جمهوری اسلامی یا وادار کردن حکومت به تغییر رفتارش انجام می‌شود. عمدهٔ تحریم‌ها علیه ایران پس از وقوع انقلاب ۵۷، بعد از گروگان‌گیری در سفارت ایالات متحده آمریکا در تهران شکل گرفت و در پی چالش بر سر برنامه هسته‌ای ایران شدت بیشتری یافت. برنامه اتمی ایران از سال ۱۳۸۵ به دنبال ارجاع پرونده این کشور از آژانس بین‌المللی انرژی اتمی به شورای امنیت سازمان ملل متحد، با تحریم‌های مختلفی مواجه شده‌است. 
تحریم‌های ایران از دید تحریم‌کنندگان شامل: تحریم‌های چندجانبه (مانند تحریم‌های شورای امنیت سازمان ملل)، تحریم‌های اتحادیه اروپا، تحریم‌های تک‌جانبه از سوی کشورهای مختلف مانند ایالات متحده و کنگره آمریکا ‌است.
این تحریم‌ها مستقیماً بر ذخایر ارزی ایران اثر می‌گذارند. در فروردین ۱۴۰۰، مایک پومپئو، وزیر خارجهٔ وقت آمریکا، اعلام کرد که از زمان خارج شدن از برجام و در نتیجهٔ کارزار فشار حداکثری، بیش از ۹۶درصد ذخایر ارزی ایران از بین رفته‌است. صندوق بین‌المللی پول در گزارشی منتشر کرد که ذخایر ارزیِ در دسترس ایران، از ۱۲۲٫۵ میلیارد دلار در سال ۲۰۱۸ به ۴ میلیارد دلار در سال ۲۰۲۰ رسید.
از اکتبر ۲۰۲۴، ایران به دلیل ناتوانی در اجرای قوانین مقابله با تأمین مالی تروریسم، به‌ویژه به علت حمایت از محور مقاومت، در فهرست سیاه رسمی گروه ویژه اقدام مالی (FATF) قرار دارد. در پی آن، در مارس ۲۰۲۵، اداره فدرال نظارت بر خدمات مالی (BaFin) گزارشی منتشر کرد که در آن به شرکت‌های آلمانی دربارهٔ تجارت با ایران هشدار داده شده‌است.

## پیشینه
نخستین تحریم جامع بین‌المللی علیه ایران در دوران معاصر، تحریم بریتانیا علیه ایران به منظور واکنش در برابر انتخاب محمد مصدق به نخست‌وزیری بود که هدف ملی‌سازی صنعت نفت را دنبال می‌کرد.
آمریکا نیز بعد از انقلاب، در سال ۱۹۸۰ تحریم‌های اقتصادی وسیعی را در واکنش به گروگان‌گیری در سفارت خود در تهران علیه ایران وضع کرد.
در سال ۱۹۹۵، بیل کلینتون رئیس‌جمهور آمریکا اقدام به وضع تحریم‌هایی کرد که به موجب آن شرکت‌های نفتی آمریکایی از سرمایه‌گذاری در طرح‌های نفت و گاز ایران منع شده بودند؛ بر این اساس، روابط بازرگانی با ایران نیز یک‌جانبه قطع شد.

## تحریم‌ به منظور جلوگیری از تولید سلاح هسته‌ای
بعضی کشورها، برای جلوگیری ساخت بمب اتمی توسط جمهوری اسلامی، تحریم‌هایی علیه ایران شکل دادند. به گفتهٔ کارشناسان، این تحریم‌ها بر برنامه هسته‌ای ایران تأثیرگذار نبوده، بلکه تأثیرات منفی بر اقتصاد ایران گذاشته‌است.
این تحریم‌ها در زمینه‌های اقتصادی، علمی، سیاسی، فروش سلاح و مهمات هستند. از جمله تأثیرگذارترین این تحریم‌ها، می‌توان به تحریم صادرات نفت ایران و بانک مرکزی ایران اشاره کرد که اقتصاد تک‌محصولی ایران (نفت) و نقش بانک مرکزی ایران در وصول درآمد سهم حاصل از فروش نفت ایران به کشورهای جهان را هدف گرفته‌است. با توجه به تحریم هر دو بخش نامبرده، اقتصاد ایران دچار مشکل جدی شده‌است. ایالات متحده پیش از سال ۲۰۰۷ مدت‌ها بود که صادرات دارو، مواد غذایی و محصولات کشاورزی به ایران را از لیست تحریم‌ها خارج کرده بود؛ از این رو سیگار در فهرست تحریم‌ها قرار نداشت. طی گزارشی در سال ۲۰۰۷ ایران سومین مصرف‌کننده سیگار آمریکایی در دنیا بوده‌است و سال ۲۰۰۵ ادارهٔ آمار آمریکا اعلام کرد که ۱۰۰ میلیون دلار از کالاهای صادراتی به ایران سیگار بوده‌است. آبان ۱۳۹۱ رامین مهمانپرست، سخنگوی وزارت امور خارجه ایران از تحریم‌های دارویی جدید وضع‌شده علیه ایران صحبت کرد. بهمن ۱۳۹۲ عباس عراقچی، معاون امور حقوقی و بین‌الملل وزارت امور خارجه، از لغو تحریم دارو و مواد غذایی خبر داد. برخی خبرگزاری‌های ایران مدعی شدند که تحریم دارو و مواد غذایی حدوداً از سال ۱۳۹۰ به بعد در حالی صورت گرفته که سیگار تحریم نبوده‌است. این در حالی است که وزارت خزانه‌داری ایالات‌متحده در آبان ۱۳۹۰ تحریم دارو، تجهیزات پزشکی و مواد غذایی برای انسان‌ها و حیوانات علیه ایران را از فهرست تحریم‌ها حذف کرده بود و دقیقاً تعیین شده بود که مواد غذایی شامل سیگار، آدامس و مشروبات الکلی نمی‌شود؛ بدین معنی که سیگار در فهرست تحریم‌ها بوده‌است اما تجهیزات پزشکی و مواد غذایی نبوده‌اند.
مقام‌های دولت آمریکا تحریم‌های اعمال‌شده علیه ایران را سخت‌ترین و فلج‌کننده‌ترین تحریم‌ها در طول تاریخ تمدن انسان نامیده‌اند.

## انواع کلی تحریم‌ها
این تحریم‌ها از لحاظ فنی به ۴ گروه تقسیم می‌شوند که تصویب و لغو هر کدام سازوکار جداگانه‌ای دارد. بخشی از دشواری مذاکرات ایران و گروه ۱+۵ هم دربارهٔ چگونگی لغو همین تحریم‌هاست. ایران در برخی از موارد با شکایت از تحریم‌هایِ صورت‌گرفته موفق شده حکمِ لغو برخی از آن‌ها را از دادگاه اتحادیه اروپا بگیرد. لغو تحریم از طریقِ شکایت در دادگاه گرچه می‌تواند آرام آرام رویه‌ای در این زمینه ایجاد کند اما روند لغو تحریم‌ها از این روش بسیار زمان‌بَر و هزینه‌بَر و دارای نتیجه‌ای غیرقابل تضمین است.
| بخش‌ها                         | آمریکا (۱۹۹۵–) | اتحادیه اروپا (۲۰۰۷–) | سازمان ملل (۲۰۰۶–۲۰۱۶) |
| ----------------------------- | -------------- | --------------------- | ---------------------- |
| صنایع موشکی/تسلیحات نظامی     | تحریم است      | تحریم است             | برداشته شده            |
| سپاه پاسداران                 | تحریم است      | تحریم است             | برداشته شده            |
| فناوری هسته‌ای                 | تحریم است      | تحریم است             | برداشته شده            |
| انرژی/صنعت نفت                | تحریم است      | تحریم است             | برداشته شده            |
| خدمات بانکداری                | تحریم است      | تحریم است             | برداشته شده            |
| بانک مرکزی                    | تحریم است      | تحریم است             | برداشته شده            |
| صنایع کشتیرانی                | تحریم است      | تحریم است             | برداشته شده            |
| تجارت بین‌المللی               | تحریم است      | تحریم است             | برداشته شده            |
| صنعت بیمه                     | تحریم است      | تحریم است             | برداشته شده            |
| معامله شرکت‌های خارجی با ایران | تحریم است      |                       |                        |
| فلزات و معادن ایران           | تحریم است      |                       |                        |

### تحریم‌های شورای امنیت سازمان ملل
پس از انتصاب محمود احمدی‌نژاد به مقام ریاست جمهوری اسلامی ایران و به‌دنبال شدّت گرفتن اختلافات بین ایران و کشورهای عضو دائم شورای امنیت سازمان ملل، دو قطعنامهٔ تحریمی علیه ایران وضع شد.
این تحریم‌های شورای امنیت علیه ایران برگرفته از فصل هفتم منشور سازمان ملل هستند، که در آن صحبت از «تهدید یا نقض صلح در جهان» به میان آمده‌است. اصل ۴۲ فصل هفتم این اجازه را می‌دهد که برای تضمین صلح، تصمیم‌های ویژه گرفته شود، حتّی اگر احتیاج به متوسّل‌شدن به نیروی نظامی باشد. پس از اِعمال دور چهارم تحریم‌های شورای امنیت علیه ایران، کشور ایالات متحده آمریکا و کشورهای عضو اتحادیه اروپا تحریم‌های یک‌جانبهٔ فراتر از قطعنامه را علیه ایران اعمال کردند.
پروندهٔ ایران در تاریخ هجدهم اسفند ۱۳۸۴ مطابق با هشتم مارس ۲۰۰۶ میلادی از سوی شورای حکام آژانس بین‌المللی انرژی اتمی به شورای امنیت ارجاع شد. شورای امنیت تاکنون شش قطعنامه علیه پروندهٔ اتمی ایران تصویب کرده که چهار قطعنامهٔ آن حاوی تحریم‌های تازه بوده‌است. قطعنامه‌هایی که شورای امنیت تاکنون دربارهٔ برنامه اتمی ایران صادر کرده، ذیل فصل هفتم منشور ملل متحد است که به مسئولیت سازمان در مواجهه با تهدید علیه صلح جهانی می‌پردازد. این مصوبات برای تمامی اعضای سازمان ملل لازم‌الاجراست. در هنگام تصویب هر کدام از قطعنامه‌های شورای امنیت سازمان ملل، کمیته‌های تحریم تشکیل شده‌اند که کارشان بررسی این است که چه کسانی و به چه طریقی هدف این تحریم‌ها خواهند بود. تا زمانی که پرونده اتمی ایران از شورای امنیت خارج نشده باشد، کمیتهٔ تحریم‌ها همچنان به کار خود ادامه خواهد داد و فهرست خود را به‌روز خواهد کرد. در صورت حل و فصل پروندهٔ اتمی ایران و توافق جامع با گروه ۱+۵، اعضای دائم شورای امنیت با طرح قطعنامهای در شورا، درخواست لغو تحریم‌ها را مطرح و سپس با تصویب آن، پرونده ایران را از دستورکار شورا خارج می‌کنند.

### تحریم‌های اتحادیهٔ اروپا
شورای وزیران اتحادیه اروپا تاکنون تحریم‌های متنوع و متعددی را علیه برنامهٔ اتمی ایران به صورت مصوبه‌های مستقل از هم تصویب کرده‌است. تحریم‌های اتحادیه اروپا همه کشورهای عضو را ملزم به رعایت آن می‌کند. اولین تحریم اتحادیه اروپا علیه برنامه اتمی ایران بر مبنای تحریم‌های شورای امنیت سازمان ملل، بهمن سال ۱۳۸۶ (فوریه ۲۰۰۸) تصویب شد. اعمال برخی محدودیت‌ها در ارسال قطعات، تجهیزات و فناوری‌هایی به ایران که می‌توانست در گسترش فناوری‌های موشکی و اتمی کاربرد داشته باشد، هدف اولین دور از تحریم‌های اتحادیهٔ اروپا بود. این محدودیت‌ها در سال‌های بعد به حمل و نقل هوایی و دریایی، معاملات بانکی، فروش نفت و سرمایه‌گذاری در صنایع نفت و گاز ایران گسترش یافت و تجهیزات، فناوری‌ها، اشخاص و شرکت‌های مورد تحریم بیشتری را شامل شد. در صورت توافق جامع اتمی ایران و گروه ۱+۵، مسئول سیاست خارجی اتحادیه به همراه سه کشور اروپایی حاضر در مذاکرات (بریتانیا، فرانسه و آلمان) متعهد به لغو تحریم‌ها می‌شوند. لغو تحریم‌ها از سوی شورای وزیران اتحادیه اروپا با تصویب طرحی در این شورا انجام می‌شود.
- روز دوشنبه ۲۳ فروردین اتحادیه اروپا هشت تن از فرماندهان سپاه پاسداران، بسیج و پلیس ایران را به دلیل نقض حقوق بشر و سرکوب اعتراضات سال ۹۸ تحریم کرد. تحریم‌ها شامل حسین سلامی فرمانده سپاه پاسداران، غلامرضا سلیمانی رئیس سازمان بسیج مستضعفین، محمد پاکپور فرمانده نیروی زمینی سپاه پاسداران، حسن کرمی فرمانده یگان‌های ویژه ناجا، حسین اشتری فرمانده نیروی انتظامی جمهوری اسلامی، غلامرضا ضیایی رئیس زندان اوین، حسن شاهوارپور فرمانده سپاه ولیعصر خوزستان و لیلا واثقی فرماندار قلعه حسن‌خان می‌شود.[۳۵]

### تحریم‌های یک‌جانبه دولت‌ها
آمریکا، بریتانیا، کانادا سه کشور اصلی‌اند که دولت آن‌ها به پیروی از قطعنامه‌های شورای امنیت سازمان ملل، تحریم‌های یکجانبه‌ای را علیه برنامه اتمی ایران به تصویب رسانده‌اند. از حیث تنوع و گستردگی، تحریم‌های آمریکا علیه ایران یکی از وسیع‌ترین تحریم‌های تصویب‌شده یک‌جانبه علیه یک کشور است. به دلیل ارتباطات وسیع سیاسی و تجاری با کشورهای مختلف جهان، آمریکا بسیاری از تحریم‌های یک‌جانبه‌اش علیه ایران را توانسته عملاً به دیگر کشورها تسری دهد. برای مثال، برخی از شرکت‌هایی که عمده سهام آن‌ها متعلق به شرکت‌ها یا سرمایه‌گذاران آمریکایی است، هم عملاً مجبور به پیروی از تحریم‌های آمریکا شده‌اند. همچنین، بسیاری از کشورها و شرکت‌های خارجی نیز از بیم اقدامات تلافی‌جویانه آمریکا، از جمله محدودیت دسترسی آن‌ها به امکانات و تسهیلات مالی و تجاری آمریکایی، به درجات مختلف از این تحریم‌ها تبعیت کرده‌اند.
اقدام‌های لازم برای لغو این تحریم‌ها باید در نهادهای تصمیم‌گیرنده این کشورها و در سطح ریاست جمهوری یا بالاترین مقام اجرایی کشور انجام شود. در صورت توافق جامع اتمی ایران و گروه ۱+۵، تحریم‌های دولت‌های بریتانیا و آمریکا که صرفاً مربوط به برنامه اتمی ایران است، لغو می‌شود. به دلیل گستردگی تحریم‌های صورت‌گرفته آمریکا علیه ایران طی ۳۵ سال گذشته یکی از مشکلات، شناسایی تحریم‌های اتمی از دیگر تحریم‌هایی است که به دلایل دیگر در این سه دهه وضع شده‌است. تحریم‌هایی که از سوی وزارت خارجه، وزارت خزانه‌داری و وزارت انرژی و نهایتاً کاخ سفید به اجرا گذاشته شده، با فرمان و مصوبه مقام‌های دولتی قابل لغو است و به نسبت تحریم‌های شورای امنیت، اتحادیه اروپا و تحریم‌های کنگره، پیچیدگی کمتری دارد. تحریم‌های بریتانیا علیه ایران هم توسط دولت این کشور و نه پارلمان تصویب شده و لغو آن با تصمیم دولت امکانپذیر است.

### تحریم‌های کنگره آمریکا
دشوارترین بخش در لغو تحریم‌ها علیه برنامه اتمی ایران مربوط به تحریم‌های کنگره است. لغو این تحریم‌ها تصویب هم‌زمان مجلس نمایندگان و نمایندگان مجلس سنا را لازم دارد که در اختلافات تندروهای جمهوری‌خواه با باراک اوباما، رئیس‌جمهور از حزب دموکرات، می‌تواند اجرای تعهد دولت آمریکا برای لغو تحریم‌های اتمی علیه ایران را بسیار دشوار کند. در صورت تصویب توافق جامع اتمی ایران و گروه ۱+۵، دولت آمریکا متعهد به لغو تحریم‌های دولتی می‌شود اما بر اساس قوانین این کشور، دولت اختیاری دربارهٔ تحریم‌های کنگره نخواهد داشت و صرفاً می‌تواند به مدت شش‌ماه اجرای آن‌ها را به تأخیر بیندازد.
این به معنای آن است که در صورت تغییر رئیس‌جمهور (فرض کنید رئیس‌جمهور بعدی آمریکا از حزب جمهوری‌خواه و وعده‌های انتخاباتی او ضرورتاً هماهنگ با تعهد دولت اوباما نباشد) تضمینی برای اجرای دقیق تعهدات دولت قبلی آمریکا بر مبنای توافق جامع اتمی با ایران وجود نخواهد داشت؛ مثلاً دولت بعدی می‌تواند ضرورتاً اجرای تحریم‌ها را هر شش‌ماه یک بار به تعویق نیندازد یا «قانون تحریم ایران» را که کنگره وضع کرده و دسامبر ۲۰۱۶ منقضی شد دوباره تمدید کند. در حال حاضر یکی از موضوعات مورد مذاکره ایران و آمریکا حل و فصل این بخش از مشکلات است، نمایندگان دولت آمریکا معذورات قانونی خود را مطرح می‌کنند و نمایندگان دولت ایران می‌گویند این مشکل داخلی آمریکا است که دولت این کشور باید راه‌حل آن را پیدا کند.

## تحریم‌های علمی

### رایانه
در قوانین تجارت جهانی، ابررایانه‌های قوی‌تر از ۱۹۰ میلیارد عمل در ثانیه به عنوان کالاهایی راهبردی (و دارای پتانسیل به‌کار برده شدن در محاسبات شبیه‌سازی‌های هسته‌ای) محسوب می‌شوند، و لذا فروش آن‌ها به کشورهایی مثل ایران شامل تحریم است.

### فیلترینگ آی‌پی ایرانی
در سال ۲۰۱۷ سایت آموزش از راه دور محبوب coursera برای ایرانیان تحریم شد.
امکان دریافت فایل‌های نرم‌افزاری شرکت‌هایی مانند NVIDIA, AMD, Adobe, AVG, AVAST, Symantec, McAfee ,MATLAB برخی از خدمات گوگل، برخی از خدمات مایکروسافت، و Oracle از درگاه اصلی این شرکت‌ها توسط آی‌پی‌های ایران امکان‌پذیر نیست و علاوه بر بسته شدن این سایت‌ها توسط خود این شرکت‌ها در ایران، برخی از این شرکت‌های فناوری و تکنولوژی، سرور مادر خود را نیز به روی ایرانیان بسته‌اند.
تحریم خدمات هاستینگ و دامین بر روی هر کسی که ساکن ایران است یکی دیگر از جمله تحریم‌هایی بود که بر ساکنان سرزمین ایران اعمال شد.

### پزشکی و آزمایشگاهی
بنابر قوانین ایالات متحده آمریکا تجهیزات پزشکی-آزمایشگاهی مشمول تحریم اعمال‌شده بر دولت ایران نمی‌شوند، این قانون در مورد قطعات و نرم‌افزارهای موردنیاز برای راه‌اندازی و عیب‌یابی دستگاه‌ها و تجهیزات پزشکی نیز صادق است؛ البته صدور بعضی از تجهیزات خاص پزشکی و آزمایشگاهی به ایران که گمان می‌رود استفاده چندگانه داشته باشند به مجوز نیاز دارد.
از جمله تجهیزات پزشکی قابل اشاره که صدور آن به ایران منوط به اخذ اجازه از دفتر کنترل سرمایه‌های خارجی دولت آمریکاست:
- ژنراتور اکسیژن
- پمپ‌هایی با نرخ جریان بیش از ۱ لیتر/ثانیه
- تجهیزات تصویربرداری پزشکی:
  - دوربین‌های گاما
  - تصویربردارهای دارای مفسر حس لامسه
  - تجهیزات دمانگاری
- تجهیزات آزمایشگاهی:
  - سنجش‌گرهای فلوئور
  - میکروسکوپ‌های فلورسانس
  - میکروسکوپ‌های کانفوکال
  - تجهیزات کروماتوگرافی
  - ماشین‌های واکنش زنجیره‌ای پلیمراز
  - طیف‌سنج‌های رنگ‌تابی دورانی
  - شیشه آلات آزمایشگاهی ساخته شده از بوروسیلیکات
  - آتوکلاوهای بزرگ‌تر از ۲۰ لیتر
  - فریزرهایی با قابلیت رسیدن به دمای منفی ۸۰ °C
  - سیستم‌های ضدعفونی‌کننده که از این مواد شیمیایی استفاده می‌کنند:
    - بخار هیدروژن پراکسید
    - بخار پارافرمالدهید
    - بخار اتیلن اکساید
    - ایزوپروپیل الکل با خلوص بالا

### دانشگاه‌ها
در بهمن ۱۳۹۷ منصور غلامی وزیر علوم و تحقیقات و فناوری ایران از تحریم برخی دانشگاه‌های داخلی ایران توسط برخی کشورها به دلیل فعالیت علمی در عرصه انرژی هسته‌ای خبر داد. به گفته او هر دانشگاه داخلی ایران که در زمینه فیزیک هسته‌ای فعالیت کرده یا مقالاتی را که نشان از یک دستاورد خوب علمی است چاپ کرده باشد، در لیست تحریم‌های بین‌المللی قرار گرفته‌است؛ که بر این اساس دو دانشگاه صنعتی شریف و دانشگاه شهید بهشتی به دلیل فعالیت در این عرصه تحریم شده‌اند.

## تحریم‌ها بر پایه کشور

### آمریکای شمالی

#### ایالات متحده آمریکا

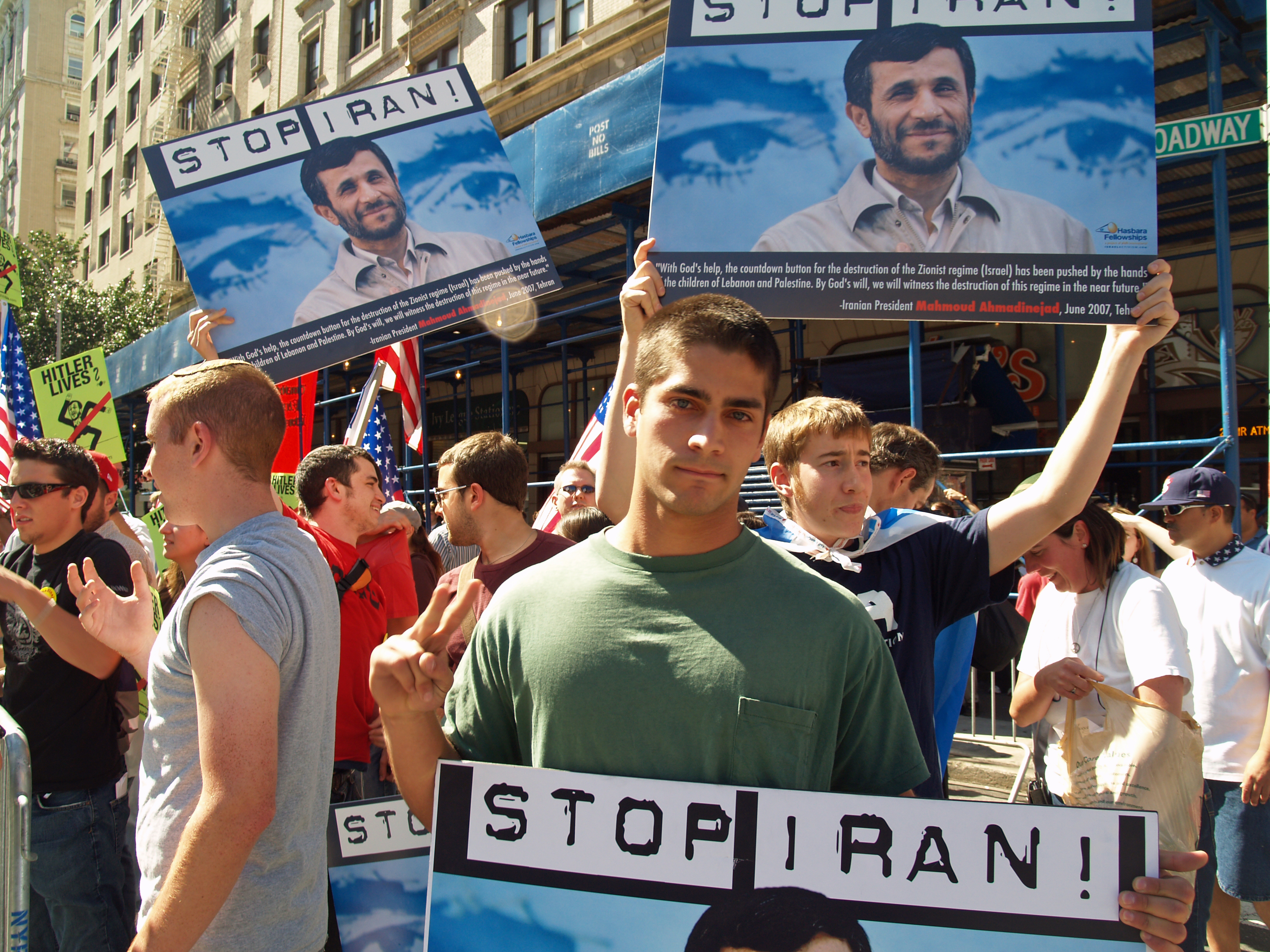
تظاهرات علیه محمود احمدی‌نژاد در نیویورک. بر روی پلاکاردها نوشته شده: «جلوی ایران را بگیرید!». در صورت پیروزی در انتخابات ۲۰۰۸ آمریکا، شهردار سابق نیویورک وعده تشدید تحریم‌های اقتصادی و سیاسی هر چه بیشتر علیه ایران را داده بود. وی در اواخر ژانویه ۲۰۰۸ از ادامه مبارزات انتخاباتی انصراف داد.

- نخستین تحریم آمریکا علیه ایران پس از واقعه گروگانگیری دیپلمات‌های آمریکایی در تهران در سال ۱۹۷۹ میلادی (۱۳۵۷ ه‍. خ) انجام گرفت. به‌دنبال جریان گروگانگیری در سفارت آمریکا، آمریکا متقابلاً ۱۲ میلیارد دلار از دارایی‌های دولت ایران را مصادره کرد. پس از آزادی گروگان‌ها توسط دولت ایران، این مصادره پایان نیافت و دارایی‌های ایران تا به امروز ضبط است. در پی مذاکرات هسته‌ای آمریکا با ایران، رئیس‌جمهور وقت آمریکا، باراک اوباما، اعلام کرد که ایالات متحده قصد بازگرداندن این مبلغ را به صورت قسطی به ایران دارد.[۴۲]
- در جریان جنگ ایران و عراق، آمریکا تحریمات فروش اسلحه علیه ایران وضع کرد. پیش از آغاز جنگ، دولت موقت ایران قرارداد خرید هواپیماهای اف-۱۶ از آمریکا را یک‌جانبه لغو کرده بود.[۴۳]
- در سال ۱۹۸۷ (۱۳۶۶ ه‍. خ) به‌دنبال اتهام «حمایت از تروریسم» آمریکا علیه ایران، رونالد ریگان تحریمات کامل‌تری علیه ایران وضع کرد.[۴۴]
- در سال ۱۹۹۵ میلادی (۱۳۷۴ ه‍. خ)، واشینگتن نخست به دستور بیل کلینتون تحریم‌های کامل اقتصادی علیه ایران وضع کرد،[۴۵] و سپس کنگره مجلس آمریکا با گذاشتن قانون ایلسا (Iran and Libya Sanctions Act of 1996) هر شرکتی را که با ایران به میزان بیش از ۲۰ میلیون دلار تجارت داشت نیز تهدید به اعمال تحریم کرد.
- در سال ۲۰۰۲ (۱۳۸۱ ه‍. خ)، مؤسسه مهندسان برق و الکترونیک تحریم علمی علیه ایران وضع کرد.
- در سال ۲۰۰۶ (۱۳۸۵ ه‍. خ) یک دادگاه فدرال آمریکا دستور استرداد یکی از بزرگ‌ترین کلکسیون‌های باستان‌شناختی تخت جمشید متعلق به ایران را به نفع صدمه‌دیدگان ناشی از عملیات انتحاری در اسراییل صادر کرد.[۴۶]
- بازداشت، زندانی کردن و اخراج حداقل ۱۰ فارغ‌التحصیل دانشگاه صنعتی شریف در آمریکا جهت شرکت در «گردهمایی فارغ‌التحصیلان دانشگاه شریف» در کالیفرنیا در سال ۲۰۰۶ میلادی.[۴۷][۴۸][۴۹][۵۰][۵۱]
- در سال ۲۰۰۷ (۱۳۸۶ ه‍. خ)، شرکت‌های مایکروسافت و یاهو ایران را از لیست کشورهایی که خدمات وب دریافت می‌کنند، خارج کردند.[۵۲]
- پس از اعلام «اتهام» آمریکا[۵۳] مبنی بر اینکه بانک ملت، بانک ملی، و بانک صادرات ایران حامی مالی نهادهای تروریستی هستند، بانک جهانی از دادن خدمات به این بانک‌های ایرانی خودداری کرد.[۵۴]
- چهارشنبه ۲۰ آذر ۱۳۹۸ پومپئو، وزیر خارجه آمریکا اعلام کرد شرکت‌های حمل و نقل خدری، جهان‌دریا و راه ابریشم دریایی مستقر در مسقط عمان و دو شناور گناوه ۱ و گناوه ۲ را به اتهام ارتباط با سپاه پاسداران و انتقال سلاح‌های کشتارجمعی مرتبط با ایران در لیست تحریم قرار داده‌است.[۵۵][۵۶][۵۷]
- روز دوشنبه ۸ ژوئن ۲۰۲۰ وزارت خزانه‌داری ایالات متحده آمریکا تحریم‌های جدیدی علیه جمهوری اسلامی ایران وضع کرد و ۱۲۵ کشتی و نفتکش مرتبط با ایران را در فهرست تحریم‌ها قرار داد.[۵۸]
- اسامی نهادهایی که در روز پنجشنبه، ۲۵ اکتبر ۲۰۰۷ (۱۳۸۶ ه‍. خ) از طرف وزارت خزانه‌داری آمریکا مورد تحریم قرار گرفتند به شرح زیر است:[۵۹]

1. بانک صادرات ایران (همه شعب خارج از کشور این بانک به همراه شعبه مرکزی آن)
2. سپاه پاسداران انقلاب اسلامی
3. نیروی قدس سپاه پاسداران انقلاب اسلامی
4. وزارت دفاع و پشتیبانی نیروهای مسلح ایران
5. بانک ملی (همه شعب خارج از کشور این بانک به همراه شعبه مرکزی آن)
6. بانک کارگشایی (تهران – خیابان مولوی – میدان محمدیه – پلاک ۵۸۷)
7. بانک ملی ایران ZAO (مسکو – روسیه)
8. بانک ملی – مسئولیت محدود (لندن – بریتانیا)
9. بانک آریان (پروژه معاملاتی مشترک میان بانک‌های صادرات و ملی – کابل – افغانستان)
10. بانک ملت (همه شعب خارج از کشور این بانک به همراه شعبه مرکزی آن)
11. MELLAT BANK SB CJSC (ایروان – ارمنستان)
12. بانک بین‌المللی پرشیا – مسئولیت محدود (بریتانیا)

نهادهای وابسته به سپاه پاسداران انقلاب اسلامی:
1. قرارگاه سازندگی خاتم‌الانبیا – (تهران)
2. منطقه نظامی پارچین – (تهران)
3. شرکت نفت شرق کیش (تهران و دبی)
4. قرارگاه سازندگی کربلا (تهران)
5. شرکت مهندسی سپاسد (تهران)
6. قرب نوح (تهران)
7. شرکت عمران ساحل (تهران)
8. شرکت مهندسین مشاور ساحل (تهران)
9. مؤسسه حرا (تهران)
10. قرارگاه سازندگی قائم (تهران)

شخصیت‌های وابسته به سازمان صنایع هوافضا (زیر مجموعه وزارت دفاع)
1. مرتضی بهمینبار
2. احمد وحید دستجردی
3. رضاقلی اسماعیلی

شخصیت‌های وابسته به سپاه پاسداران انقلاب اسلامی
1. مرتضی رضایی
2. محمد حجازی
3. جلال سیدی
4. علی اکبر احمدیان
5. حسین سالمی
6. قاسم سلیمانی

- ۴ تیر ۱۳۸۷ گروه صنعتی دیگر در ایران مشمول تحریم‌های آمریکا شدند: مجموعه صنایع شهید ستاری، هفت تیر، گروه صنایع مهمات و متالورژی و صنایع شیمی پارچین.[۶۰]
- ۹ خرداد ۱۳۹۷ - وزارت دارایی آمریکا شش فرد و سه نهاد ایرانی را به دلیل نقش داشتن در «نقض جدی حقوق بشر» به فهرست تحریم‌ها اضافه کرد:[۶۱]
- زندان اوین
- شرکت هانیستا (تولیدکننده اپلیکیشن موبایل موبوگرام)
- انصار حزب‌الله
- حسین الله کرم (از رهبران انصار حزب‌الله)
- عبدالحمید محتشم (از رهبران انصار حزب‌الله)
- حمید استاد (از رهبران انصار حزب‌الله)
- عبدالصمد خرم‌آبادی (دبیر کارگروه تعیین مصادیق محتوای مجرمانه و معاون قضایی دادستان کل کشور در امور فضای مجازی)
- ابوالحسن فیروزآبادی (دبیر شورای عالی فضای مجازی و رئیس مرکز ملی فضای مجازی)
- عبدالعلی علی‌عسکری (ششمین رئیس سازمان صدا و سیمای جمهوری اسلامی ایران)
- ۱۳ آبان ۱۳۹۸-وزارت دارایی آمریکا ۹ فرد و یک نهاد ایرانی را به دلیل نقش داشتن در «گروگانگیری در سفارت آمریکا» به فهرست تحریم‌ها اضافه کرد.[۶۲]
- مجتبی خامنه‌ای (فرزند سید علی خامنه ای)
- محمد محمدی گلپایگانی
- ابراهیم رئیسی
- علی‌اکبر ولایتی
- غلامعلی حداد عادل
- محمدحسین باقری
- غلامعلی رشید
- حسین دهقان
- وحید حقانیان

##### دسته‌بندی تحریم‌های آمریکا براساس وضع کنندگان
1. تحریم‌هایی که کنگره ایالات متحده آمریکا وضع کرده‌است و فقط کنگره می‌تواند بردارد.
2. تحریم‌هایی که ابتدا قوه مجریه وضع کرده اما سپس کنگره آن‌ها را به صورت «قانون» درآورده و برچیدن آن‌ها را نیز در حوزه اختیارات خود قرار داده‌است.
3. تحریم‌هایی که قوه مجریه وضع کرده‌است و رئیس‌جمهور می‌تواند بردارد.
4. قانون تحریم ایران: قانون تحریم بسیار مهمی که کنگره وضع کرده‌است و در اواخر سال ۲۰۱۶ برای ده سال تمدید شد.

در این میان، رئیس‌جمهور معمولاً اختیار «تعلیق» (و نه برچیدن) برخی از تحریم‌های کنگره را دارد، ضمن اینکه می‌تواند با ارائه گزارش به کمیته مربوط کنگره و ادعای اینکه پیش‌شرط‌های این نهاد برای برچیدن تحریم‌ها علیه ایران برآورده شده‌است، نسبت به رفع کامل آن‌ها اقدام کند. طبعاً، همان‌طور که ذکر شد، رئیس‌جمهور آمریکا می‌تواند از تمدید قانون ISA نیز جلوگیری کند و حتی از «حق وتو» ی خود در برابر کنگره در زمان تمدید آن استفاده کند. اما نکته مهم اینجاست که در فرهنگ سیاسی آمریکا (و نزد افکار عمومی این کشور) توسل رئیس‌جمهور به «مفّرهای قانونی» و اقدام علیه خواست باطنی و اراده کنگره (هرچند قانونی باشد) چندان اقدام پسندیده و مناسبی محسوب نمی‌شود. به‌ویژه در حوزه سیاست خارجه، مردم آمریکا قویاً انتظار دارند که تمام نهادهای سیاسی‌شان به صورت هماهنگ و در اجماع کامل با یکدیگر اقدام به تصمیم‌گیری کنند و طبعاً، تک‌روی‌های «قانونی» رئیس‌جمهور را در پرونده‌های حساسی مانند پرونده هسته‌ای ایران با اصل حفظ حرمت کنگره (که قاعدتاً بازتاب‌دهنده اراده ملی است) مغایر می‌دانند. در واقع، به چنین اقداماتی از جانب رئیس‌جمهور در لغتنامه سیاسی آمریکا End-run around congress می‌گویند که شاید بشود آن را به اصطلاح عامیانه «دور زدن کنگره» ترجمه کرد که معمولاً از آن با یک بار بسیار منفی و به عنوان یک ترفند ناپسند سیاسی یاد می‌کنند.
رابرت سی. اوبراین مشاور امنیت ملی کاخ سفید معتقد است: 
یکی از مشکلاتی که ما با ایران و روسیه داریم این است که اکنون آنقدر تحریم علیه این کشورها اعمال کرده‌ایم که فرصت و امکان بسیار کمی برای انجام هر کار دیگر و اعمال تحریم جدید را داریم.

##### تحریم‌های آمریکا علیه ایران در سطوح ایالتی
- ایالت فلوریدا در سال ۲۰۰۶ نخستین ایالتی شد که تحریم‌هایی علیه صنایع انرژی ایران وضع کرد.[۶۵][۶۶][۶۷] ایالت فلوریدا تحریمات علمی و آکادمیک نیز علیه ایران وضع کرده‌است.[۶۸]
- ایالت نیوجرسی در سال ۲۰۰۷ هرگونه رابطه اقتصادی با ایران را منع کرد.[۶۹]
- ایالات کالیفرنیا،[۷۰][۷۱] تگزاس،[۷۲] و مریلند[۷۳] نیز تحریمات مشابهی علیه ایران وضع کرده‌اند.
- ایالات اوهایو، میزوری، میشیگان، و ماساچوست نیز در حال وضع تحریمات بوده یا تحریمات علیه ایران را در دستورکار خود دارند.[۷۴]

#### کانادا
کانادا به‌دنبال قطعنامه ۱۷۳۷ شورای امنیت نیز تحریم‌هایی علیه ایران وضع کرده‌است.
کانادا اعلام کرد تحریم‌های جدیدی علیه ۱۷ شخص و ۳ نهاد از مقامات سابق و فعلی جمهوری اسلامی وضع کرده‌است. بخشی از افراد نام برده شده از قرار محمد جواد ظریف، سعید مرتضوی، امیر حاتمی، حسین شریعتمداری، منوچهر امان‌اللهی (فرمانده انتظامی استان چهارمحال و بختیاری)، غلامرضا ضیایی (رئیس زندان رجایی‌شهر کرج)، پیمان جبلی، علی لاریجانی، است.

### بریتانیا
- دولت انگلیس در ژوئن ۲۰۰۸ اعلام کرد که در ادامه سیاست تحریم علیه ایران، دارایی‌های بزرگ‌ترین بانک ایران، بانک ملی ایران را ضبط و تحریم کرد.[۷۷]
- بانک بارکلیز (Barclays) یکی از بزرگ‌ترین بانک‌های انگلستان حساب‌های ایرانیان از جمله بانک صادرات و بانک ملی ایران را مسدود کرده‌است. اقدام بانک بارکلیز در پی تصمیم دفتر کنترل دارائی‌های خارجی در وزارت خزانه داری ایالات متحده آمریکا برای قرار دادن بانک‌های صادرات و ملی در لیست سیاه تحریم‌های بین‌المللی صورت گرفته‌است. این محدودیت‌ها شامل مدیران و کارکنان این بانک‌ها نیز می‌شود.[۷۸]

### روسیه
با فرمانی که ولادیمیر پوتین در روز ۵ مه ۲۰۰۸ (۱۶ اردیبهشت ۱۳۸۷) امضا کرد، روسیه رسماً به تحریم‌های شورای امنیت سازمان ملل علیه جمهوری اسلامی ایران پیوست.
در فرمان ولادیمیر پوتین آمده‌است: «تمامی سازمان‌ها و دستگاه‌های دولتی، بانک‌ها و موسسات و اشخاص حقوقی و حقیقی زیر حوزه قضایی روسیه باید به خاطر داشته باشند که از تاریخ ۳ مارس سال ۲۰۰۸، از انتقال، یا تأمین هر نوع مواد، یا تجهیزات یا فناوری هسته‌ای که امکان استفاده دوگانه نظامی و غیرنظامی از آن‌ها وجود دارد، از خاک روسیه به ایران ممنوع است».

### اتحادیه اروپا
- اتحادیه اروپا از۲۷ فوریه سال ۲۰۰۷ و در پیروی از قطعنامه شورای امنیت، اقدام به اعمال برخی محدودیت‌ها در ارسال قطعات، تجهیزات و فناوری‌هایی به ایران کرد که می‌توان در گسترش فناوری‌های موشکی و هسته‌ای کاربرد داشته باشد. این محدودیت‌ها در سال‌های بعد گسترش یافت و تجهیزات و فناوری‌های مورد تحریم بیشتری را شامل گردید.[۸۰] همچنین از آن زمان بازرسی بر کالاهای ارسال‌شده به ایران از طریق مسیرهای زمینی و دریایی افزایش پیدا کرد.[۸۱]

#### هلند

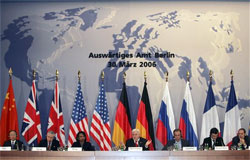
وزیران امور خارجه کشورهای چین، آمریکا، روسیه، و اروپا در حال تصمیم‌گیری در مورد برنامه هسته‌ای ایران

اوایل سال ۲۰۰۸ برخی از دانشگاه‌های هلند، بر طبق بخشنامه‌های وزارتخانه‌های کشوری، از پذیرش دانشجویان ایرانی به دلیل مسائل مربوط به فناوری هسته‌ای ممانعت به عمل می‌آورند. پس از اعتراض شدید دانشگاه‌ها و برخی از احزاب سیاسی در هلند، دولت این کشور به اعمال شرایط ویژه برای دانشجویان ایرانی پایان داد.

#### بلژیک
بانک لامبرت بروکسل در بلژیک (Banque Bruxelles Lambert) معاملات ارزی با ایران را در سال ۲۰۰۸ قطع کرد.

#### آلمان
با وجودِ احتمال ضررِ و زیان‌های نسبتاً گسترده برای آلمان، دولت آلمان آمادگی خود را برای وضع تحریم‌های جدید علیه ایران در صورت راکد ماندن پرونده هسته‌ای ایران اعلام کرد.
بانک دویچ آلمان (Deutsche Bank) معاملات ارزی با ایران را در سال ۲۰۰۸ قطع کرد.

#### فرانسه
دولت نیکولاس سارکوزی از سیاست تحریم آمریکا علیه ایران حمایت کرده‌است. سازمان CNRS فرانسه، بزرگ‌ترین سازمان پژوهش علمی اروپا، در سال ۲۰۰۸ تحریم‌هایی علیه دانشمندان ایرانی در برخی رشته‌ها وضع کرد. این تحریم‌ها در پی مواضع سازمان ملل علیه ایران وضع شد. همچنین دولت فرانسه با قطع فروش قطعات خودرو به ایران ضرر زیادی به دولت ایران و خود دولت فرانسه وارد کرد.

#### سوئیس
در آوریل ۲۰۰۸، سوئیس دارایی‌های ۱۲ شرکت ایرانی را به بهانهٔ دستورهای تحریمی شورای امنیت سازمان ملل علیه ایران، ضبط و مصادره کرد.
بانک کردیت سوئیس (Credit Suisse) معاملات ارزی با ایران را در سال ۲۰۰۸ قطع کرد.

### آسیا
به نتیجه رسیدن گفتگوهای هسته‌ای ۵+۱ و در پیِ آن برداشتنِ تحریم‌ها و وصولِ بدهیِ نفتیِ ایران، نه تنها اقتصاد ایران، بلکه اقتصادِ شرکای آسیایی را نیز متحوّل می‌کند.

#### امارات متحده عربی
بر اثرِ فشارهایِ روزافزونِ نهادهای آمریکا و وابسته به شورای امنیت، بانک‌های دوبی و ابوظبی رفته‌رفته باعثِ رکود و ایجادِ مانع بینِ تجارت با ایران شده‌اند، به‌طوری‌که تجارت با ایران صدمه‌هایِ جدّی به خود دید.
در ژوئن ۲۰۰۸ میلادی، خلیفه بن زاید آل نهیان حاکم امارات متحده عربی گفت: «ما کاملاً از اصول قوانین بین‌المللی حمایت می‌کنیم. اگر تحریم‌هایی اتخاذ شود که ماهیت بین‌المللی داشته باشند، بدون تردید آن‌ها را اجرا خواهیم کرد».
ارزش تجارت سالانه ایران و امارات متحده عربی به ۱۱ میلیارد دلار می‌رسد.

#### مصر
۳۵ دانشمند ایرانی از شرکت در کنفرانس پروژهٔ SESAME در کشور مصر منع گردیدند. در اوت سال ۲۰۰۸ میلادی تیم المپیاد دانش آموزی ایران، به دلیل عدم دریافت ویزا از سوی مصر، نتوانسته در بیستمین المپیاد جهانی کامپیوتر در قاهره شرکت کند.

#### ژاپن
دولت توکیو انتقالِ هر گونه فنّاوری حساس به ایران را منع کرده و دارایی‌های نزدیک به ده شرکتِ ایرانی را در ژاپن ضبط کرده‌است که مظنون به شرکت در برنامه‌های هسته‌ای ایران بوده‌اند.

#### بحرین
در ژانویه ۲۰۰۸ میلادی، بزرگ‌ترین بانک‌های کشور بحرین روابط خود با بانک‌های ایرانی را کاملاً قطع کردند.

#### چین
- در ژانویه ۲۰۰۸ میلادی اعلام شد که بانک‌های دولتی چین از گشایش اسناد اعتباری برای بازرگانان ایرانی خودداری می‌وَرزند.[۱۰۱] این در حالی است که مبادلات تجاری دو کشور از حدود یک میلیارد دلار در سال ۲۰۰۳ میلادی به حدود ۲۰ میلیارد دلار در سال جاری رسیده‌است.[۱۰۲][۱۰۳] این مشکل بانکی باعث توقف اجرای قرارداد شرکت ایران‌خودرو با یک شرکت خودروسازی چینی شده‌است.[۱۰۴]
- در عین حال، معاون وزارت امور خارجه چین در مارس ۲۰۰۸ اعلام کرد که علی‌رغم تحریم‌های تصویب‌شده در شورای امنیت سازمان ملل، از دیدگاه چین روابط تجاری با ایران عادی است و تحریم‌ها تأثیری روی بازرگانی میان دو کشور نخواهد گذاشت.[۱۰۵]
- هواپیماسازی کوماک چین روز چهارشنبه ۷ نوامبر ۲۰۱۸ فروش هواپیماهای مسافری به ایران را برای کمک به ناوگان هواپیمایی جمهوری اسلامی منتفی دانست.[۱۰۶]

#### آذربایجان
کامیون‌های حاملِ عایق‌های حرارتی تجهیزاتِ هسته‌ای ایران در روزِ ۳ اردیبهشتِ ۱۳۸۷ در مرز آستارا و هنگام ورودِ به خاک ایران متوقف شدند. ارزش محموله از سوی منابع جمهوری آذربایجان، بیش از ۱۷۰ هزار دلار، اعلام شده‌است. سخنگوی وزارت خارجه جمهوری آذربایجان در این باره گفت که در مورد محتویات این محموله به جزئیات بیشتری نیاز است و کشور او باید بداند که آیا محموله ارسالی مشمولِ تحریم‌های سازمان ملل متحد می‌شود یا خیر.
این محموله سرانجام در تاریخ ۱۲ اردیبهشت ۱۳۸۷ ترخیص و وارد ایران شد.

#### مالزی
درآوریل ۲۰۰۸، قرار بود ایران در نمایشگاه بین‌المللی صنایع دفاعی مالزی شرکت کند. شرکت‌های ایرانیِ حاضر در نمایشگاه نیز در حالِ آماده‌سازی غرفه‌های خود بودند که برگه‌های به آنها نشان داده شد که در آن دستور داده شده بود از نمایشگاه خارج شوند. این درخواست به امضای نجیب رزاق معاون نخست‌وزیر مالزی رسیده بود که نمایش تسلیحات موشکی و تخطی ایران از قطعنامه شورای امنیت سازمان ملل را علت صدور این امر عنوان کرده بود.
ماهاتیر محمد، نخست‌وزیر مالزی، در نشست اسلامی از ایران و قطر برای ایستادگی در برابر تحریم‌های اقتصادی تمجید کرده‌است و عقیده دارد که مهم است که جهان اسلام در مواجه با تهدیدهای آینده متکی به خود باشند. وی همچنین بر ایده تجارت با دینار طلا و معامله تهاتری در میان کشورهای اسلامی تأکید دارد.

#### هند
در مه ۲۰۰۸ میلادی، وزارت امور خارجه هند، در پیروی از قطعنامه شورای امنیت سازمان ملل علیه ایران، از مقام‌هایِ هندی خواسته‌است بانک‌های ایرانی و محموله‌هایی را که از ایران وارد یا به آن می‌شود، تحتِ نظارت داشته باشند.

## تحریم‌های بین‌المللی در دولت دهم (احمدی‌نژاد)
لیست بر اساس این منبع است.
| سال        | تاریخ اعمال تحریم   | نهاد/ کشور تحریم کننده | جزئیات تحریم |
| ---------- | ------------------- | --- | --- |
| سال ۱۳۸۹   | ۱۹ خرداد            | شورای امنیت سازمان ملل | ایران نبایستی نفعی در هیچ فعالیت اقتصادی در یک کشور دیگر شامل، استخراج معدن اورانیوم، تولید یا استفاده از مواد و فناوری هسته‌ای کسب کند. تمام دولت‌ها باید از ارائه، فروش یا انتقال تانک‌های جنگی، وسایل نقلیه زرهی، سیستم‌های توپخانه‌ای کالیبربالا، هواپیماهای نظامی، بالگردهای تهاجمی، کشتی‌های جنگی، موشک یا سیستم‌های موشکی جلوگیری کنند. دولت‌ها باید تمام اقدامات لازم را برای جلوگیری از انتقال فناوری‌ها یا مساعدت‌های تکنیکی مربوط به موشک‌های بالستیک قادر به حمل تسلیحات هسته‌ای، را اتخاذ کنند. همچنین قطعنامه مشتمل بر مقرراتی برای کمک به قطع استفاده ایران از نظام مالی بین‌المللی است. علی‌الخصوص بانک‌های ایرانی که ممکن است برای تأمین مالی فعالیت‌های اشاعه و هسته‌ای مورد استفاده قرار گیرند. قطعنامه به دولت‌ها در رابطه با ارتباط بالقوه میان درآمدهای بخش انرژی ایران و فناوری‌های مربوط به انرژی و اشاعه هشدار داده و پانلی را برای کمک به نظارت و تضمین اجرای تحریم‌ها تأسیس می‌نماید. |
| سال ۱۳۸۹   | ۲۴ دی               | ایالات متحده آمریکا | وزارت خزانه‌داری ایالات متحده آمریکا در اقدامی ۲۴ شرکت کشتیرانی بین‌المللی را به‌علت تجارت با ایران تحریم کرد. |
| سال ۱۳۸۹   | ۷ آبان              | ایالات متحده آمریکا | ایالات متحده آمریکا تحریم‌های جدیدی را علیه ۳۷ شرکت اروپایی و ۵ نفر از شهروندان ایرانی که گفته می‌شود در بخش کشتیرانی ایران فعالیت دارند، اعمال کرده‌است. |
| سال ۱۳۸۹   | ۸ خرداد             | مجلس نمایندگان ایالات متحده آمریکا | مجلس نمایندگان ایالات متحده آمریکا لایحه تحریم آن دسته از شرکت‌هایی را که با ایران معاملات تجاری دارند به تصویب درآورد. |
| سال ۱۳۸۹   | ۲۷ خرداد            | ایالات متحده آمریکا | این تحریم‌های ایالات متحده آمریکا دربرگیرنده «پست بانک ایران» می‌شود و وزارت خزانه‌داری ایالات متحده آمریکا همچنین اقداماتی را علیه چندین شرکت کشتی‌رانی ایران اتخاذ کرده‌است و ۲۲ شرکت نفتی، انرژی و بیمه را که توسط دولت ایران اداره می‌شود و در ایران و بخش‌های مختلف جهان از جمله لندن، سنگاپور و دبی فعالیت می‌کنند مورد هدف قرار داده‌است. |
| سال ۱۳۹۰   | ۳ بهمن              | اتحادیه اروپا | کشورهای عضو اتحادیه اروپا در راستای اعمال فشار بیشتر بر ایران برای صرف‌نظر کردن از برنامه هسته‌ای خود، با اعمال تحریم تدریجی بر نفت ایران و بانک مرکزی موافقت کردند. طبق توافق اعضای اتحادیه اروپا، از این پس انعقاد هرگونه قرارداد جدید از سوی کشورهای عضو اتحادیه اروپا با بخش نفتی ایران ممنوع خواهد بود و تمامی قراردادهای جاری میان اروپا و بخش نفت ایران نهایتاً تا اول ژوئیه لغو خواهد شد. |
| سال ۱۳۹۰   | ۱۰ اسفند            | ایالات متحده آمریکا | وزارت خزانه‌داری ایالات متحده آمریکا بانک دوبی را به خاطر آنچه کمک به ایران در راستای فرار از تحریم‌های بین‌المللی خوانده‌است، تحریم کرد. |
| سال ۱۳۹۰   | ۴ بهمن              | ایالات متحده آمریکا | وزارت خزانه‌داری ایالات متحده آمریکا در اقدامی پس از تصویب تحریم‌هایی علیه بانک مرکزی ایران، تحریم‌هایی را علیه بانک تجارت جمهوری اسلامی ایران اعلام کرد. |
| سال ۱۳۹۰   | ۲۸ بهمن             | ایالات متحده آمریکا | وزارت خزانه‌داری ایالات متحده آمریکا در اقدامی وزارت اطلاعات ایران را به‌خاطر حمایت از دولت سوریه در لیست تحریم‌های ایالات متحده آمریکا قرار داد. طبق این تحریم‌ها، دارایی‌های وزارت اطلاعات ایران توقیف شده و به مقامات این وزارتخانه برای سفر به ایالات متحده آمریکا روادید داده نمی‌شود. |
| سال ۱۳۹۰   | ۱۱ دی               | ایالات متحده آمریکا | باراک اوباما تحریم بانک مرکزی ایران را امضا کرد. بر این اساس، شرکت‌های خارجی را که با بانک مرکزی ایران دست به معامله بزنند، مشمول جریمه خواهند شد. |
| سال ۱۳۹۰   | ۱۰ آذر              | اتحادیه اروپا | اتحادیه اروپا در اقدامی، بیش از ۱۸۰ شرکت و شخصیت ایرانی را در فهرست تحریم‌های خود قرار داد. علت این تحریم‌ها مخالفت ایران با خواسته‌های بین‌المللی برای توقف برنامه هسته‌ای‌اش خوانده شده‌است. |
| سال ۱۳۹۰   | ۲۲ آذر              | ایالات متحده آمریکا | وزارت خزانه‌داری ایالات متحده آمریکا طی بیانیه‌ای اعلام کرد که دو مقام نظامی ایران «حسن فیروز آبادی» رئیس ستاد مشترک نیروهای مسلح و «عبدالله عراقی» جانشین فرمانده نیروی زمینی سپاه را تحت تحریم قرار داده‌است. |
| سال ۱۳۹۰   | ۳۰ آذر              | ایالات متحده آمریکا | وزارت خزانه‌داری ایالات متحده آمریکا روز گذشته اعلام کرد که اقدامات تحریمی علیه ایران در زمینه ۱۰ شرکت کشتیرانی اعمال خواهد شد. |
| سال ۱۳۹۰   | ۲۷ مهر              | انگلیس و کانادا | کانادا و انگلیس در اقدامی ۵ تبعه ایرانی را در ارتباط با ترور سفیر عربستان در واشینگتن تحت تحریم قرار دادند. این پنج نفر شامل «منصور ارباب سیار»، ۵۶ ساله، شهروند ایالات متحده آمریکا که دارای پاسپورت ایرانی است و «غلام شکوری» عضو نیروی سپاه قدس، دارایی‌های «حامد عبداللهی» افسر ارشد سپاه قدس، «عبدالرضا شهلایی» و «قاسم سلیمانی» از فرماندهان سپاه قدس هستند. |
| سال ۱۳۹۰   | ۲ دی                | سوئیس | سوئیس اعلام کرد که دارایی‌های ۱۸۰ شخص حقیقی و شرکت را مسدود می‌کند. |
|            | ۲ شهریور            | اتحادیه اروپا | اتحادیه اروپا سپاه قدس ایران را به‌خاطر پشتیبانی از حکومت سوریه در سرکوب معترضان، تحریم کرد. این اتحادیه نام ۱۵ فرد و ۵ نهاد را از جمله سپاه قدس را در فهرست تازه تحریم‌های خود در ارتباط با وقایع سوریه قرار داده‌است. |
| ۲ تیر      | ایالات متحده آمریکا | ایالات متحده آمریکا تحریم‌هایی را علیه شرکت «ایران ایر» اعمال کرد و ایالات متحده آمریکایی‌ها را از انجام هرگونه معامله با این شرکت هواپیمایی منع کرد. | |
| ۳ تیر      | ایالات متحده آمریکا | وزارت خزانه‌داری ایالات متحده آمریکا بزرگ‌ترین شرکت حمل و نقل هوایی ایران (ایران ایر) و یکی از مهم‌ترین اپراتورهای کشتیرانی در بندرهای ایران را تحریم کرد. | |
| ۳ تیر      | اتحادیه اروپا       | اتحادیه اروپا ۳ تن از فرماندهان سپاه پاسداران انقلاب اسلامی را به اتهام دخالت در امور داخلی سوریه در لیست تحریم‌های خود قرار داد. بر این اساس حساب‌های این افراد مسدود و ورودشان به خاک اتحادیهٔ اروپا ممنوع شده‌است. «محمدعلی جعفری»، فرمانده کل سپاه پاسداران انقلاب اسلامی، «قاسم سلیمانی» و «حسین طائب» در فهرست تحریم‌های اتحادیه اروپا قرار گرفتند. | |
| ۶ تیر      | اسرائیل             | اسرائیل برخی شرکت‌ها را برای قطع تجارت آنان با ایران تحریم و اعلام کرد با این اقدام ایران را تحریم کرده‌است. | |
| ۹ تیر      | ایالات متحده آمریکا | اسماعیل احمدی‌مقدم فرمانده نیروی انتظامی و احمدرضا رادان معاون وی به‌خاطر کمک به سوریه، در لیست تحریم قرار گرفته‌اند. | |
| ۲۳ فروردین | اتحادیه اروپا       | وزیر امور خارجه انگلیس گفت اتحادیه اروپا با اعمال تحریم بر ۳۲ مقام ایرانی به دلیل نقض حقوق بشر، موافقت کرده‌است. | |
| سال ۱۳۹۱   | ۲۳ فروردین          | اتحادیه اروپا | وزیران امور خارجه ۲۷ کشور عضو اتحادیه اروپا در اجلاس خود در بروکسل تصمیم گرفتند واردات نفت از ایران به کشورهای اروپایی را تحریم کنند. |
| سال ۱۳۹۱   | ۲۳ تیر              | ایالات متحده آمریکا | ۵۰ شرکت و مؤسسه مالی ایران با هدف مقابله با برنامه موشک‌های بالستیک ایران مورد تحریم قرار گرفت. این موسسات از وزارت دفاع ایران، نیروهای مسلح و سازمان صنایع فضایی ایران، شرکت خطوط کشتیرانی ایران و سپاه پاسداران انقلاب اسلامی ایران هستند. علاوه بر آن، «شرکت نفتکش ملی ایران» به همراه ۵۸ کشتی و ۲۷ مؤسسه و نهاد وابسته به آن در میان این تحریم‌ها قرار دارند. |
| سال ۱۳۹۱   | ۵ فروردین           | اتحادیه اروپا | وزیران خارجه اتحادیه اروپا ۱۸ نام جدید را در «لیست سیاه» ایران گنجانده‌اند. ورود این افراد به اتحادیه اروپا ممنوع است و حساب‌های بانکی آنها در این اتحادیه نیز توقیف می‌شود. |
| سال ۱۳۹۱   | ۹ فروردین           | ایالات متحده آمریکا | یک شرکت هواپیمایی و سه تن از فرماندهان نظامی ایرانی در فهرست تحریم‌های ایالات متحده آمریکا قرار گرفتند. |
| سال ۱۳۹۱   | ۲۱ اسفند            | اتحادیه اروپا | وزرای خارجه اتحادیه اروپا ضمن تمدید تحریم‌های علیه مقامات ایرانی، نام ۹ شخصیت ایرانی دیگر را نیز به لیست سیاه خود اضافه کردند. افرادی که نام آن‌ها در این لیست باشد، از ورود به کشورهای عضو اتحادیه اروپا منع شده و حساب‌های آن‌ها در بانک‌های اروپایی مسدود می‌شود. |
|            | ۱۸ بهمن             | ایالات متحده آمریکا | وزارت خزانه‌داری ایالات متحده آمریکا صدا و سیمای جمهوری اسلامی ایران و «عزت‌الله ضرغامی» رئیس آن را تحت تحریم‌های خود قرار داد. |
| ۱ دی       | سازمان ملل          | شورای امنیت سازمان ملل متحد ۲ شرکت ایرانی را به اتهام آنچه صادرات تسلیحات به سوریه خوانده شده، تحریم کرد. | |
| ۱ دی       | ایالات متحده آمریکا | وزارت خزانه‌داری ایالات متحده آمریکا ۴ شرکت و یک شهروند ایرانی دیگر را به اتهام ارتباط با برنامه هسته‌ای و موشک‌های بالستیک ایران در لیست تحریم‌های خود قرار داد. | |
| سال ۱۳۹۲   | ۱۰ خرداد            | ایالات متحده آمریکا | ۸ شرکت پتروشیمی تحت تحریم‌های ایالات متحده آمریکا قرار گرفتند. این نخستین بار است که واشینگتن صنعت پتروشیمی ایران را تحریم می‌کند و منبع گسترده‌ای از درآمدهای خارجی ایران پس از نفت را هدف قرار داده‌است. |
| سال ۱۳۹۲   | ۲۰ اردیبهشت         | ایالات متحده آمریکا | وزارت خزانه‌داری ایالات متحده آمریکا یک بانک مشترک ایران و ونزوئلا را تحریم کرد. |

## تحریم‌های جدید به دنبال گزارش آژانس بین‌المللی انرژی اتمی
به دنبال گزارش یوکیا آمانو، مدیرکل آژانس بین‌المللی انرژی اتمی که همراه با جزئیاتی از جنبه‌های احتمالی تلاش ایران برای ساخت تسلیحات هسته‌ای بود، توافق‌های جدیدی بین غرب و ایالات متحده آمریکا در خصوص تحریم علیه نظام بانکی، صنایع پتروشیمی، نفت و گاز ایران صورت گرفت.

### واکنش‌های بین‌المللی
- اتحادیه اروپا ۱۸۰ شرکت تجاری و شخص ایرانی را مشمولِ تحریم‌هایِ جدید بخش ترابری و انرژی کرد. شرکت‌هایی در این خصوص به فهرستِ تحریم‌شدگان پرونده اتمی ایران پیوستند که با شرکت‌های کشتی‌رانی و سپاه پاسداران انقلاب اسلامی ایران ارتباط دارند.[۱۱۴] با وجود این اتحادیه اروپا از طرح پیشنهادی فرانسه و ایتالیا در خصوص تحریم کامل واردات نفت ایران و حمایت بریتانیا، آلمان و هلند از آن، حمایت نکرد و آن را منتفی دانست.[۱۱۵]
- بریتانیا به دلیل فشار به ایران و ممانعت از دست‌یابی احتمالی ایران به تسلیحات هسته‌ای و توسعهٔ احتمالی برنامهٔ اتمی نظامی‌اش کلیه تبادلات مالی خود را با همهٔ بانک‌های ایران از جمله بانک مرکزی ایران به‌طور کامل قطع کرده‌است.
- ایالات متحده آمریکا تاکنون تحریم صنعت پتروشیمی ایران را قطعی اعلام کرده‌است. ایالات متحدهٔ آمریکا بارها از تحریم «هدفمند» و «حساب‌شده» بانک مرکزی ایران حمایت کرده اما تاکنون به‌طور رسمی آن را تحریم نکرده‌است.[۱۱۶] ایالات متحدهٔ آمریکا ایران را در ردهٔ فهرست بزرگ‌ترین کشورهای فعال در زمینهٔ پولشویی بین‌المللی قرار داده‌است.[۱۱۷] کنگره آمریکا تلاش گسترده‌ای را برای جلب موافقت بین‌المللی (خصوصاً چین و روسیه) در جهت تصویب قطعنامه‌ای جدید علیه ایران که حاوی تحریم‌های گسترده‌تر بین‌المللی بوده آغاز کرده‌است.[۱۱۸] سنای آمریکا در جهت افزایش فشار و تحریم‌های بیش‌تر بر ایران، برای اولین‌بار، متممی را در چارچوب لایحهٔ بودجه نظامی ایالات متحدهٔ آمریکا با هدف تحریم بانک مرکزی ایران و خریداران نفت این کشور، در ۳۰ نوامبر ۲۰۱۱ به تصویب رساند. این مصوبه در صورت تصویب طرح مشابه‌ای از سوی مجلس نمایندگان و امضاء رئیس‌جمهور ایالات متحده به قانونی لازم‌الاجرا تبدیل می‌شود.[۱۱۶]
- کانادا از تحریم اقتصادی ایران حمایت کرد و صادراتِ تجهیزات مربوط به پتروشیمی و صنایع نفت و گاز ایران را ممنوع کرد.
- فرانسه از محدودیت‌های جدید علیه نظام بانکی و صنایع انرژی ایران استقبال کرد و از اروپا، ژاپن، کانادا و ایالات متحده آمریکا خواست که دارایی‌های بانک مرکزی ایران را مسدود و معاملاتِ نفتی با ایران را قطع کنند.[۱۱۷]

## مواضع و تحریم‌های حقوق بشری آمریکا علیه ایران
- شورای ملی ایران و آمریکا اعلام کرده‌است که قصد دارد فراخوانی را به دولت ایالات متحده بفرستد و از اوباما بخواهد تا کاهشِ فشار بر مردمِ ایران و افزایش آن بر دولت، در کنار مردمِ ایران، بایستد. دولت مردان ایالات متحده، از ابتدایِ سال‌هایِ پس از انقلاب، عنوان می‌کنند که هدف ما دولتِ ایران است و نه مردمِ ایران. تحلیل امضاکنندگان فراخوان این است که اختلاف‌های بین ایران و آمریکا، در واقع، امری بینِ دو دولت است و هیچ ربطی به مردم ندارد، امّا تحریم‌ها زندگیِ مردم را دستخوشِ تحول قرار داده‌است. همچنین، انجمن‌ها تأکید می‌کنند که دست‌یابی ایرانی‌ها به اینترنت نباید قطع شود تا مردم به راحتی به ابزارها و راهنمایی‌های ارتقای دموکراسی و جامعه مدنی دست بیابند.[۱۱۹]
- روز ۲۸ دی ۱۳۹۸ وزارت خارجه آمریکا حسن شاهوارپور فرمانده قرارگاه ولی‌عصر سپاه پاسداران در استان خوزستان را به دلیل نقض عمده حقوق بشر در برخورد با معترضان آبان‌ماه تحت تحریم قرار داد.[۱۲۰]

## سایر تحریم‌ها
- رئیس کشتی‌رانی بنیاد از بزرگ‌ترین شرکت‌های کشتی‌رانی در ایران گفت که اکثر کشتی‌های ایرانی به دلیل تحریم‌ها با استفاده از  پرچمهای دیگر کشور  تردّد می‌کنند.[۱۲۱]

## لغو موردی تحریم‌ها
در واکنش، ایران کوشش کرده با طرح دعاوی علیه برخی از این تحریم‌ها، سعی بر رفع آن‌ها کند. شکایت از دولت‌های اروپایی، به دادگاه‌های اتحادیه اروپا، از جمله این اقدامات بوده که موفقیت‌هایی را نیز برای ایران به همراه داشته‌اند. رفع تحریم از بانک ملت و بانک صادرات ایران دو مورد از این موفقیت‌ها است. همین موضوع نگرانی دولت‌های اروپایی را موجب شده و اعلام کرده‌اند در صورت موفقیت‌های این چنینی در آینده، زنجیره تحریم‌های علیه ایران گسسته می‌شود و همین موجب بی‌اثر شدن شان می‌شود. در تاریخ ۲۷ دی ماه سال ۱۳۹۴ هجری شمسی، باراک اوباما، رئیس‌جمهور آمریکا با صدور فرمان‌های اجرایی ۱۳۵۷۴، ۱۳۵۹۰، ۱۳۶۲۲ و ۱۳۶۴۵ در رابطه با تحریم‌های هسته‌ای ایران را لغو کرد. همچنین، اتحادیه اروپا پس از تأیید نهایی آژانس و اجرایی شدن برجام همه تحریم‌های هسته‌ای خود علیه ایران را لغو کرده‌است.

## انتقادها دربارهٔ تحریم‌ها علیه ایران
- بازیگر و کنشگر حقوقِ کودکانِ ایرانی، مهتاب کرامتی، در یادداشتی نشرشده در ۱۰ اردیبهشتِ ۱۳۹۲، در انتقاد از تحریم‌ها، آن‌ها را «تأثیرگذار رویِ حقوق کودکان در ایران و فراتر از اختلافاتِ سیاسی میان دولت‌ها و دولتمردان» و باعث فشار بر کودکانی دانست که «صدای شادی و سلامت آن‌ها پشتِ درهایِ سیاست به سکوت» تبدیل شده‌است.[۱۲۳]
- مجید مجیدی در جشنواره فیلم ونیز با اشاره به تحریم دارویی ایران، از تحریم‌های غیرانسانی آمریکا انتقاد کرد.[۱۲۴]

## تحریم‌ها پس از خروجِ آمریکا از برجام
در ۹ می ۲۰۱۸ (۱۸ اردیبهشت ۱۳۹۷)، چند روز پس از مقدمه‌سازی نتانیاهو، نخست‌وزیر وقت اسرائیل، رئیس‌جمهور جمهوری‌خواه آمریکا دونالد ترامپ اعلام کرد که آمریکا از برنامه جامع اقدام مشترک ۵+۱ (برجام) خارج می‌شود.
ترامپ که از زمانِ انتخاباتِ ریاست‌جمهوری آمریکا منتقد این توافق بود، ۱۸ اردیبهشت، ضمنِ انتقادِ صریح از سیاست‌های منطقه‌ای ایران و حمایت آن کشور از تروریسم، گفت این رفتار بی‌ثبات‌کننده ایران، پس از توافق هسته‌ای، شدیدتر شده‌اند و آمریکا گروگانِ این مسائل نخواهد شد. (لینک مشاهده ویدئو)
رئیس‌جمهوری آمریکا می‌گوید جمهوریِ اسلامیِ ایران به توافق پایبند نبوده‌است. بر اساسِ بندی از قطعنامه ۲۲۳۱ که بعد از توافق هسته‌ای در شورای امنیت تصویب شد، جمهوری اسلامی ایران از آزمایشِ موشکِ بالیستیک با قابلیتِ حمل کلاهکِ اتمی منع شده‌است. با این حال، ایران در دو سالِ اخیر، چندین آزمایش موشک بالستیک داشته‌است و موشک‌هایِ ایران، در دستِ برخی از گروه‌هایِ تروریستی و شورشیِ منطقه دیده شده‌اند.
وی ضمنِ اعلامِ خروج واشینگتن از توافق ۲۳ تیر ۱۳۹۴ بینِ شش قدرتِ جهانی عضو گروه ۱+۵ با ایران، خاطرنشان کرد که آمریکا با متحدان خود مذاکره می‌کند تا به یک تصمیم جدیدی برایِ جلوگیری از جاه‌طلبیِ مخربِ ایران برسد.
1. طبق برنامه اعلامی او، پس از ۹۰ روز تنفس و فرصت برای تجار و فعالان اقتصادی بخش اول تحریم‌ها و پس از ۱۸۰ روز بخش دوم و پایانی تحریم‌ها بر ایران اعلام می‌شود و سرمایه‌گذاران و فعالانی که در دوره برجام واردِ عرصه اقتصاد ایران شده‌اند، باید از این کشور خارج شوند.

دوره ۹۰ روز در ۴ اوت ۲۰۱۸ (۱۳ مرداد ۹۷) به پایان رسید و تحریم‌های مربوط به هسته‌ای به صورت زیر احیا شدند:
1. تحریم‌های مربوط به خرید یا اکتساب اسکناس‌های دلار آمریکا توسط حکومت ایران؛
2. تحریم‌های مربوط به تجارت ایران با طلا یا فلزات گرانبها؛
3. تحریم‌های مربوط به فروش، عرضه، تأمین یا نقل و انتقال گرافیت، فلزات خام و نیمه ساخته مانند آلومینیوم و فولاد و صادرات یا نرم‌افزار برای یکپارچه‌سازی فرایندهای صنعتی به ایران؛
4. تحریم‌های مربوط به معاملات خرید یا فروش ریال ایران یا نگهداری حساب‌ها و وجوه عمده‌ای که در خارج از خاک ایران بر پایه ریال ایران نگهداری می‌شوند.
5. تحریم‌های مربوط به خرید، پذیره‌نویسی یا تسهیل معاملات دیون حاکمیتی ایران؛ و
6. تحریم‌های بخش خودروسازی ایران. علاوه بر این، بعد از گذشت این دوره ۹۰ روزه، دولت آمریکا مجوزهای برجامی صادر شده برای رفع تحریم‌های اولیه زیر را لغو خواهد کرد:
  - مجوز واردات فرش و مواد غذایی از مبدأ ایران به آمریکا و برخی مبادلات مالی مرتبط با آن‌ها ذیل مجوزهای مربوط به «قانون تحریم‌ها و مبادلات ایران»
  - فعالیت‌های انجام‌شده وفق مجوزهای صادر شده برای صادرات و بازصادرات هواپیماهای تجاری مسافربری و قطعات و خدمات مربوط به ایران؛ اشخاصی که بعد از رفع تحریم‌های آمریکا علیه ایران وفق برجام وارد فعالیت‌های بالا شده‌اند بایستی برای اجتناب از قرار گرفتن در فهرست تحریم‌های آمریکا تا ۴ اوت ۲۰۱۸ این فعالیت‌ها را به تدریج کاهش دهند. از جمله مهم‌ترین قراردادهایی که در این فهرست لغو قرار می‌گیرد، فروش هواپیما به ایران است. پس از توافق هسته‌ای، شرکت بوئینگ قراردادی به ارزش ۲۰ میلیارد دلار برای فروش بیش از ۱۰۰ فروند هواپیمای مسافربری با ایران امضا کرده بود.

پس از پایان ۹۰ روز از اعمال این تحریم‌ها (۱۸۰ روز از خروج از برجام) در تاریخ ۴ نوامبر ۲۰۱۸ (۱۳ آبان ۹۷) تحریم‌های زیر نیز اعمال می‌شود:
1. تحریم معامله با بخش‌های کشتی‌رانی و کشتی‌سازی ایران و عاملان بندرها شامل شرکت کشتیرانی جمهوری اسلامی ایران، خطوط کشتیرانی جنوب و وابستگان به آنها؛
2. تحریم مربوط به معامله با شرکت ملی نفت ایران، شرکت ملی نفت‌کش ایران، شرکت بازرگانی نفت ایران (نیکو) و از جمله خریداری نفت، محصولات نفتی یا محصولات پتروشیمی از ایران؛
3. تحریم‌های مربوط به مبادلات موسسات مالی خارجی با بانک مرکزی ایران و موسسات مالی ایرانی که به موجب بند ۱۲۴۵ قانون اختیارات دفاع ملی برای سال مالی ۲۰۱۲ در فهرست تحریم قرار گرفته‌اند؛
4. تحریم‌های مرتبط با ارائه خدمات پیام‌رسانی مخصوص مالی به بانک مرکزی ایران و دیگری موسسات مالی ایران که در بند ۱۰۴ قانون CISADA دربارهٔ آن‌ها توضیحات لازم آمده‌است؛
5. تحریم‌های مربوط به ارائه خدمات پذیره‌نویسی، بیمه یا بیمه اتکایی و
6. تحریم‌های مربوط به بخش انرژی ایران.

علاوه بر این، حداکثر تا تاریخ ۵ نوامبر ۲۰۱۸، دولت آمریکا تحریم‌ها علیه افراد خارج‌شده از «فهرست افراد ویژه مشخص شده و بلوک شده» (SDN) و سایر فهرست‌ها را بار دیگر اعمال خواهد کرد.

### تحریم‌های بعد از ۱۴ آبان ۱۳۹۷
1. آمریکا روزِ دوشنبه ۱۴ آبان ۱۳۹۷ (۵ نوامبر ۲۰۱۸) رسماً دورِ جدید تحریم‌های جمهوری اسلامی ایران را اعلام کرد. پمپئو وزیر دفاع آمریکا گفت: «تحریم در زمینه‌های انرژی، بانکی، حمل و نقل و صنایع کشتی سازی است. از زمانِ روی کار آمدنِ دولت ترامپ، ما دست به ۱۹ دور، تحریم زده‌ایم که ۱۶۸ نهادِ ایران را موردِ هدف قرار داده‌اند. رژیم ایران میلیاردها دلار را از طریق بخشِ بانکیِ خود صرفِ سپاه پاسداران کرده‌است. تحریم‌هایِ امروز، ۵۰ بانک ایران، به‌علاوه فروعِ خارجی و داخلی وابسته به آن‌ها را که هم‌گام با حمایتِ رژیم ایران از تروریسم بین‌المللی و گسترش سلاح‌های کشتار جمعی یا برآوردن زمینه‌های نقض حقوق بشر عمل می‌کنند، در بر می‌گیرند.» استیون منوچین وزیر خزانه‌داری ایالات متحده آمریکا نیز گفت: «از امروز صبح، ما تحریم‌های کاملِ خود را علیه رژیم ایران آغاز می‌کنیم. این بخشی از ماکزیمم فشارِ اقتصادی بی‌سابقه‌ای است که ایالات متحده علیه بزرگ‌ترین کشور حامیِ تروریسم در جهان به راه انداخته‌است. تحریم‌هایِ امروز بیش از ۷۰۰ نفر، مؤسسه، هواپیما و صنایع موشکی را شامل می‌شود، که در جای خود بخشی از بزرگ‌ترین اقداماتی است که وزارتِ خزانه‌داری در یک روز علیه ایران انجام داده‌است. بیش از ۳۰۰ مورد تحریم‌ها، اهداف جدیدی را در بر می‌گیرند، علاوه براین، ۱۰۰ مورد دیگر نیز آن‌هایی هستند که قبلاً در لیست تحریم‌ها بودند و به خاطر برجام از لیست خارج شده بودند و اکنون مجدداً در لیست قرار می‌گیرند. این تحریم‌های بسیار قدرتمند، همچنین سیستم بانکی، انرژی و کشتیرانی ایران را مستقیماً هدف قرار می‌دهد… اقدامات امروز ما، همچنین شناساییِ ۴۰۰ مورد، از جمله ۲۰۰ فرد و کشتی، در بخشِ انرژی و کشتیرانی ایران، ایران اِیر، هواپیمایی ملی ایران، بیش از ۶۵ هواپیما و شناسایی حدود ۲۵۰ نفر در ارتباط با دارایی‌های بلوکه شده که در لیست ویژه ملی قرار دارند و سازمان انرژی اتمی ایران را در بر می‌گیرند. کشورهای چین، هند، ایتالیا، یونان، ژاپن، کره جنوبی، تایوان و ترکیه از معافیت موقّتِ تحریم نفتی برخوردارند، و ایران از پولِ فروشِ نفت فقط برای داد و ستدهای انسان دوستانه و خرید کالاهایی که به‌طور دوجانبه تحت تحریم نباشد، می‌تواند استفاده کُند. رهبران ایران باید فوراً حمایت خود از تروریسم را متوقف کنند و به فعالیت‌هایِ مخرّبِ خود در منطقه پایان دهند. آن‌ها اگر خواهان برداشتن تحریم‌ها هستند، باید تولید موشک هایِ بالستیک و مطامعِ هسته‌ای خود را خاتمه دهند.»[۱۲۷]
2. شبکه بانکی سوئیفت، ستون فقرات برای تبادلات مالی جهان، روز دوشنبه ۱۴ آبان ۱۳۹۷ گفت که خدمات بانکی خود را به چندین بانک ایران، بعد از اینکه آمریکا تحریم‌های اتمی علیه تهران را تجدید کرد به حالت تعلیق درآورده است.[۱۲۸] روز ۲۰ آبان ۱۳۹۷(۲۰ نوامبر ۲۰۱۸) استیون منوچین وزیر خزانه داری آمریکا گفت سوئیفت دادن خدمات به بانک مرکزی ایران را قطع و نهادهای مالی ایران را لیست گذاری خواهد کرد.[۱۲۹]
3. شرکت امریکن اینترنشنال گروپ از فعالیت‌های تجاریِ خارج می‌شود که در ایران بایک شرکتِ تابع به دست آورده بود. هم چنین، روز ۲ نوامبر۲۰۱۸، شرکت والیدوس هلدینگ یک شرکتِ بیمه در برمودا که شرکت امریکن اینترنشنال گروپ آن را به ارزش ۵٫۵۶ میلیارد دلار در ماه ژوئیه به دست آورده بود، پوشش بیمه ایی را کاهش داده‌است که برای شرکت‌های کشتیرانی که محموله‌هایِ به ایران و از ایران را تأمین می‌کردند.[۱۳۰]
4. در ابتدای سال ۲۰۱۹، دو کشور آلمان و فرانسه، پروازهای شرکت هواپیمایی ماهان به مقصد این دو کشور را لغو کردند. علت این تصمیم، مسائل امنیتی و تحریم‌های وضع شده علیه ایران اعلام شده‌اند.[۱۳۱][۱۳۲][۱۳۳]»
5. در روز چهارشنبه ۸ مه ۲۰۱۹ دونالد ترامپ، با صدور یک فرمان اجرایی صنایع فولاد، آهن، مس و آلومینیوم ایران را تحریم کرد. این فرمان به کشورهای دنیا هشدار می‌دهد که مجوز ورود فولاد و سایر فلزات ایرانی به بندرهایشان «دیگر تحمل نمی‌شود.[۱۳۴]»
6. دفتر کنترل دارایی‌های خارجی وزارت خزانه‌داری آمریکا در روز جمعه ۱۷ خرداد ۱۳۹۸ مصادف با ۷ ژوئن ۲۰۱۹ طی بیانیه‌ای اعلام کرد که ایالات متحده آمریکا «شرکت صنایع پتروشیمی خلیج فارس» و ۳۹ زیرمجموعه و نمایندگی‌های فروش آن در خارج از ایران را در فهرست سیاه قرار داده‌است. به گفته «استیون منوشین»، وزیر خزانه‌داری آمریکا این شرکت متهم به به همکاری با سپاه پاسداران انقلاب اسلامی و کمک‌رسانی مالی به این نهاد می‌باشد.[۱۳۵][۱۳۶]
7. وزارت خارجهٔ آمریکا دستور تحریم بخش عمرانی ایران را صادر کرد پیش از این نیز این صنعت زیر عنوان حقوق بشری تحریم بود.[۱۳۷]
8. روز ۵ تیر ۱۳۹۹ (۲۵ ژوئن ۲۰۲۰) دفتر کنترل داراییهای خارجی وزارت خزانه داری آمریکا (OFAC) هشت شرکت صنایع فلزی، آلومینیوم و فولاد ایران را به فهرست سیاه تحریم‌های خود اضافه کرد. تعدادی از این شرکت‌ها با شرکت فولاد مبارکه اصفهان که از سال ۲۰۱۸ در لیست تحریم‌های آمریکا قرار گرفته‌است، در ارتباط هستند. شرکت «بازرگانی فولاد تارا»، از زیرمجموعه‌های فولاد مبارکه مستقر در آلمان و سه شرکت زیرمجموعه بخش فروش فولاد مبارکه در امارات متحده عربی، همچنین شرکت جهان فولاد سیرجان، شرکت سنگ‌آهن مرکزی ایران و شرکت فولاد متیل در این لیست قرار دارند. بر اساس تحریم‌های جدید وزارت امور خارجه آمریکا، شرکت تجهیزات و مهندسی مستقر در چین و هنگ‌کنگ هم به دلیل انتقال گرافیت به ایران هدف تحریم قرار گرفته‌است.[۱۳۸][۱۳۹]

### تمدید وضعیت اضطراری ملی آمریکا در رابطه با ایران
- روز پنجشنبه، ۱۷ آبانِ ۱۳۹۷ (۸ نوامبر ۲۰۱۸)، دونالد ترامپ رئیس‌جمهورِ آمریکا «فرمانِ اجراییِ برقراریِ وضعیتِ اضطراری ملی در رابطه با ایران» را برای یک سالِ دیگر تمدید کرد. در متن اطلاعیه کاخ سفید آمده‌است که «روابط ما با ایران هنوز عادی نشده‌است و فرایندِ اجرای توافقات با ایران به تاریخ ۱۹ ژانویه ۱۹۸۱ ادامه دارد.» اشاره ترامپ به توافقنامه الجزایر است که ایران و آمریکا در پایان غائله گروگان‌گیری امضاء کرده بودند.[۱۴۰][۱۴۱]

### آمریکا دیگر امکانی برای اعمال محدودیت‌های جدید علیه ایران ندارد
رابرت سی. اوبراین مشاور امنیت ملی کاخ سفید در ۴ آبان ۱۳۹۹ مدعی شد: یکی از مشکلاتی که ما با ایران و روسیه داریم این است که اکنون آنقدر تحریم علیه این کشورها اعمال کرده‌ایم که فرصت و امکان بسیار کمی برای انجام هر کار دیگر و اعمال تحریم جدید را داریم.

### تحریم چهار فرد و شش شرکت
روز سه‌شنبه ۱۰ نوامبر ۲۰۲۰، آمریکا، چهار شخصیت حقیقی و شش شرکت را تحریم کرد:
1. سید محمد بنی‌هاشمی چهرم (ایران)
2. محمد سلطان‌محمدی (ایران)
3. سان شی مئی (تایوان)
4. هوانگ چین هوا (تایوان)
5. آرتین صنعت تابان
6. هدا تریدینگ
7. ناز تکنولوژی
8. دس اینترنشنال
9. پروما اینداستری
10. سولتک اینداستری

این افراد و شرکت‌ها متهم شده‌اند که شبکه‌ای برای تأمین کالاهای حساس مورد نیاز بخش نظامی ایران از جمله قطعات الکترونیکی ساخت آمریکا برای شرکت «صنایع مخابرات ایران»، که تحت تحریم ایالات متحده است، ایجاد کرده‌اند. شرکت صنایع مخابرات ایران سامانه‌های ارتباطات نظامی، قطعات الکترونیکی و پرتابگرهای موشک تولید می‌کند.

### تحریم‌های ۲۴ دی ۱۳۹۹
وزارت خزانه‌داری ایالات متحده آمریکا در ۲۴ دی ۱۳۹۹، سه تن و ۱۶ نهاد جمهوری اسلامی را تحریم کرد:
- نهادها:

1. شرکت تولید نیروی برق آبادان
2. آستان قدس رضوی
3. مؤسسه دانش بنیان برکت
4. شرکت کمباین سازی ایران
5. شرکت گسترش الکترونیک مبین ایران
6. مؤسسه حسابرسی مفید راهبر
7. شرکت مسکن و عمران قدس رضوی
8. شرکت معادن قدس رضوی
9. شرکت کاشی سنتی قدس رضوی
10. شرکت کارگزاری بورس اوراق بهادار رضوی
11. سازمان اقتصادی رضوی
12. شرکت فناوری اطلاعات و ارتباطات رضوی
13. شرکت توسعه نفت و گاز رضوی
14. شرکت مدیریت زنجیره تأمین رضوی
15. شرکت شهاب خودرو
16. شرکت توسعه حفاری تدبیر

- افراد:

1. میرجیراش المحمداوی (ابو فدک المحمداوی)؛ نایب رئیس سازمان «الحشد الشعبی»
2. احمد مروی
3. محمد مخبر

- در بیانیهٔ وزارت خزانه‌داری آمریکا اطلاعات شرکت‌های زیر-که پیش‌تر تحریم شده بودند- نیز به روزرسانی شد:

1. ستاد اجرایی فرمان امام
2. شرکت پتروشیمی قائد بصیر
3. شرکت نفت پارس سهامی عام
4. شرکت توسعه صنعت نفت و گاز پرشیا
5. شرکت مهندسی ری نیرو
6. شرکت گروه توسعه اقتصادی تدبیر
7. شرکت گروه توسعه انرژی تدبیر.

### اعتراضات سراسری ۱۴۰۱ ایران
در روز ۲۵ آبان‌ماه ۱۴۰۱ و در روز دوم پس از فراخوان اعتصابات در سومین سالگرد آبان خونین، گوگل پلی اپلیکیشن‌های اسنپ، تپسی و پیام‌رسان‌های ایرانی سروش، آی‌گپ و بله را در راستای تحریم‌ها علیه ایران به دلیل سرکوب خیزش ۱۴۰۱ ایران حذف و اکانت‌های مرتبط با این شرکت‌ها را نیز پاک کرد.